# Anaplastični oligodendrogliom
Anaplastični oligodendrogliom je nevroepitelijski tumor, ki naj bi nastal iz oligodendrocit, vrste celic glija. V klasifikaciji možganskih tumor WHO so anaplastični oligodendrogliom razvrščeni v stopnjo III. Med boleznijo se lahko degenerira v zelo maligni oligodendrogliom stopnje 4. stopnje. Velika večina oligodendrogliom se pojavi občasno, brez dokazanega vzroka in brez prenosa v družini.

## Znaki in simptomi
Epilepsija napad.
Simptomi anaplastični oligodendrogliom lahko vključujejo:
- Napad
- Glavobol
- Šibkost na eni strani telesa
- Jezikovne težave
- Spremembe vedenja in osebnosti
- Težave z ravnotežjem in gibanjem
- Težave s spominom.

## Patogeneza
Anaplastični (maligni) oligodendrogliom spada v skupino difuznih gliomov in nastane v osrednjem živčnem sistemu (možgani in hrbtenjača) iz oligodendrocitnih prekurzorskih matičnih celica. Ta tumor se pojavi predvsem v srednji odrasli dobi z največjo pogostnostjo v 4 in 5 desetletju življenja.

## Diagnostični
Najpomembnejši diagnostični postopek je slikanje z magnetno resonanco (MRI). Včasih poleg rutinske diagnostike presnovo v tkivih prikažemo s pozitronsko emisijsko tomografijo (PET). Diagnozo potrdi fini pregled tkiva po operaciji. Anaplastični oligodendrogliom pogosto kažejo izgubo genetskega materiala. Približno 50 do 70 % Anaplastični oligodendrogliom stopnje III po SZO kaže kombinirane alelne izgube na kratkem kraku kromosoma 1 (1p) in dolgem kraku kromosoma 19 (19q). Ta sprememba se večinoma imenuje "1p / 19q Co Deletion". Lahko se šteje za ugodno za bolnika in poveča verjetnost odziva na radioterapijo ali kemoterapijo. Oznaka oligodendroglioma stopnje III (visoka stopnja) na splošno zajema predhodne diagnoze anaplastični ali maligni oligodendrogliom.
- Histopatološka slika anaplastični oligodendrogliom v cerveau. Obarvanost v l'hematoxyline et v l'éosine.
- En zoomant, note les irregular forms des cellules et des noyaux.
- IDH1 R132H dans anaplastični oligodendrogliom

## Zdravljenje
Kirurgija lahko pomaga zmanjšati simptome, ki jih povzroča tumor. Prednostna je čim bolj popolna odstranitev tumorja, vidnega na MRI, pod pogojem, da lokacija tumorja to omogoča. Ker so celice anaplastični oligodendrogliom običajno že migrirale v okoliško zdravo možgansko tkivo v času diagnoze, popolna kirurška odstranitev vseh tumorskih celic ni mogoča. Vse pomembnejšo vlogo pri izbiri terapij in terapevtskih kombinacij ima marker »1p/19q Codeletion«. Ker je ta tumor " indolentna naklonjenost (počasi napredujoče zdravstveno stanje, povezano z malo ali brez bolečin) in potencialno obolevnostjo, povezano z nevrokirurgijo, kemoterapijo in radioterapijo, bo večina nevroonkologinja na začetku skrbno čakala in bolnike zdravila konzervativno. Simptomatsko zdravljenje pogosto vključuje uporabo antikonvulzivov za epileptične napade in steroidov za otekanje možganov. Za nadaljnje zdravljenje se je izkazalo, da je radioterapija ali kemoterapija s temozolomidom ali kemoterapija s prokarbazinom, lomustinom in vinkristinom (PCV) učinkovita in je bila najpogosteje uporabljena shema kemoterapije za zdravljenje anaplastični oligodendrogliom.
Cyberknife se lahko uporablja za zdravljenje anaplastičnega oligodendroglioma.

## Prognoza
5-letna relativna stopnja preživetja: 20 do 44 let, 76 %. 45-54 let, 67 %. 55-64 let, 45 %. Od maja 1975 se uporabljajo prokarbazin, lomustin in vinkristin. Že 48 let so bile v terapevtskih študijah redno testirane nove terapevtske možnosti za izboljšanje obvladovanja anaplastični oligodendrogliom.

## Raziskovati
Odkritje je bilo, da neoplazme komunicirajo med seboj v velikem omrežju, izmenjujejo snovi, potrebne za preživetje, in tako zmanjšujejo učinke sevanja ali kemoterapija. Pomembno vlogo pri širjenju bolezni igra tudi omrežna komunikacija. Tumorske celice so celo povezane z zdravimi živčnimi celicami in od njih prejemajo neposredne signale – tako lahko tumorji rastejo hitreje. Raziskani mehanizmi ne zagotavljajo le bistveno novih razlag za zelo agresivno rast te vrste tumorja. Ponujajo tudi pristope k novim terapijam – za zaustavitev rasti možganskih tumorjev in povečanje učinkovitosti obstoječih terapij. Tako prekinitev in celo uničenje mrež tumorskih celic postane popolnoma nov terapevtski princip v onkologiji, na teh ugotovitvah temeljijo prva klinična preskušanja.

## Povezave do spletnih strani
- »Molekulare Diagnostik«. Center za nevropatologijo in raziskave prionov – Ludwig-Maximilians-Universität München. Pridobljeno 23. oktobra 2021.
- Nevroonkologija